# Cemitério Judaico de Laupheim

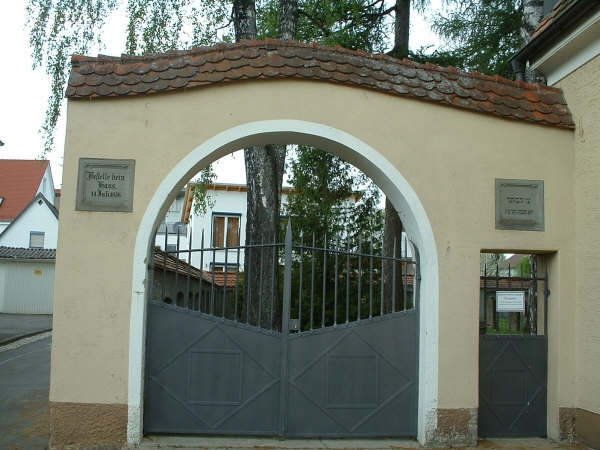
Entrada do cemitério

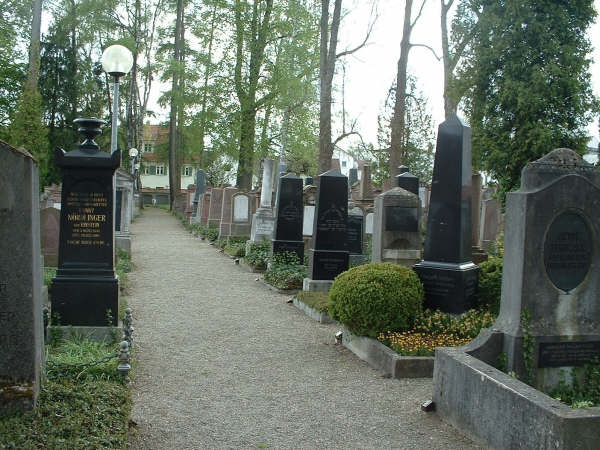
Caminho no cemitério

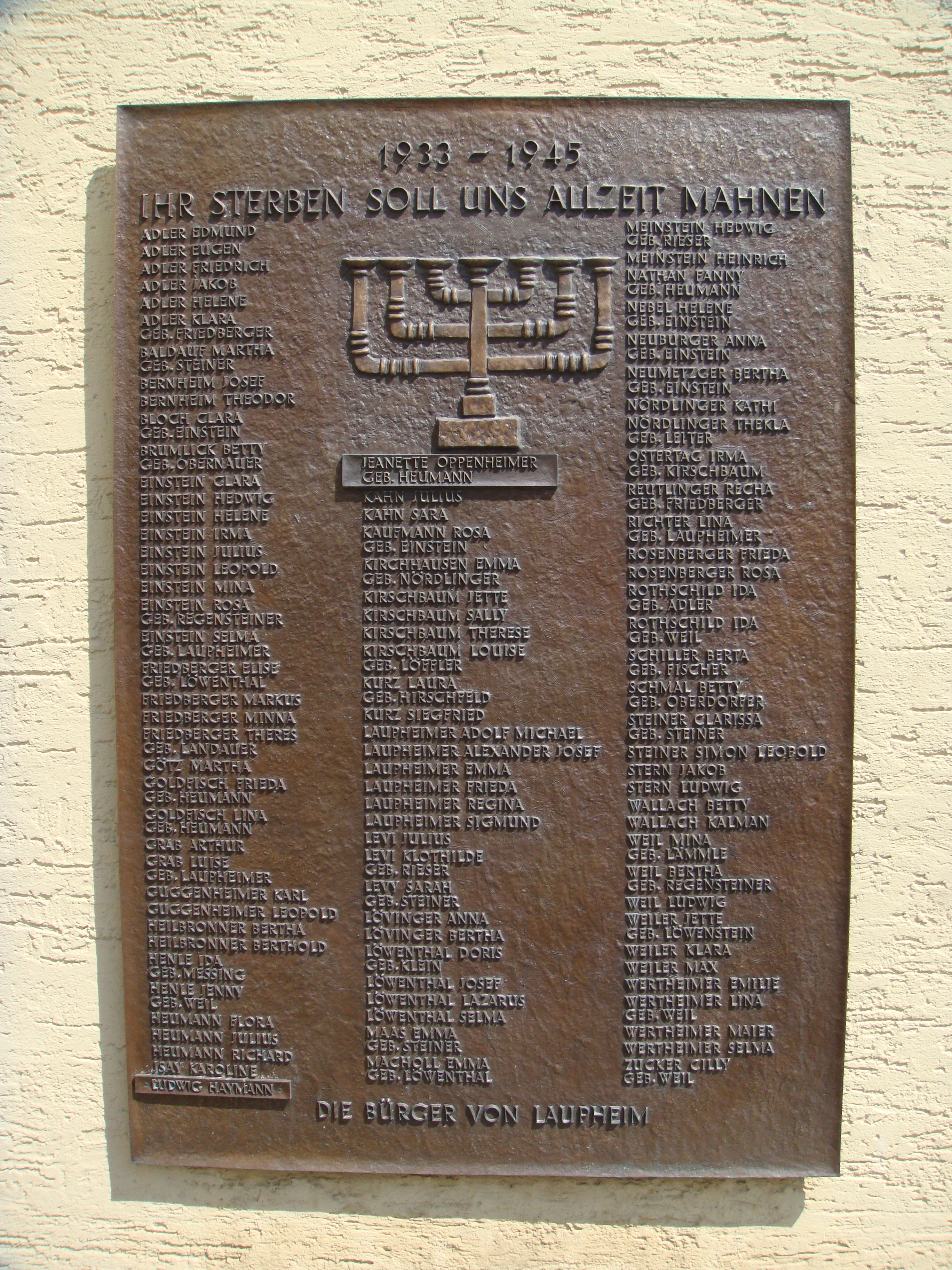
Placa comemorativa

O Cemitério Judaico de Laupheim (em alemão:  Jüdische Friedhof Laupheim) é um cemitério judaico em Laupheim, uma cidade no distrito de Biberach em Baden-Württemberg. O cemitério é um monumento histórico protegido, localizado no Judenberg.